# Damir Habijan
Damir Habijan (Varaždin, 4. siječnja 1982.), hrvatski političar i pravnik, aktualni ministar pravosuđa, uprave i digitalne transformacije u šesnaestoj Vladi Republike Hrvatske te ministar gospodarstva i održivog razvoja u petnaestoj Vladi Republike Hrvatske.
Rodio se u Varaždinu, 4. siječnja 1982. godine. Osnovnu školu pohađao je u Varaždinu. Završio je Glazbenu školu i Prvu gimnaziju u Varaždinu. Vodio je program na Radiju Varaždin 1999./2000. godine. Tada je bio i potpredsjednik Vijeća za mladež Grada Varaždina. Želio je studirati na Akademiji dramskih umjetnosti, ali nije prošao audiciju. Diplomirao na Pravnom fakultetu u Zagrebu u lipnju 2007. godine. Specijalizirao je trgovačko pravo.
Postao je predsjednik varaždinskog HDZ-a 2015. godine. Na lokalnim izborima za gradonačelnika Varaždina 2017. godine bio je treći s 14,92% (pobijedio je Ivan Čehok). Habijan je tada počeo obnašati funkciju predsjednika Gradskog vijeća Varaždina. Na parlamentarnim izborima 2020. kao 4. na listi HDZ-a u III. izbornoj jedinici ušao je u Hrvatski sabor i postao saborski zastupnik. Bio je član Odbora za zakonodavstvo, član Odbora za Ustav, Poslovnik i politički sustav, član Odbora za pravosuđe, član Odbora za gospodarstvo i potpredsjednik Nacionalnog vijeća za praćenje provedbe Strategije suzbijanja korupcije.
Predložen je za ministar gospodarstva i održivog razvoja u drugoj Vladi premijera Andreja Plenkovića 15. prosinca 2023. kao peti ministar do sada iz Varaždinske županije.
Izabran je za ministra pravosuđa, uprave i digitalne transformacije u trećoj Vladi Andreja Plenkovića 17. svibnja 2024. godine.